# Osame Sahraoui
Osame Sahraoui (Oslo, 11 de junho de 2001) é um futebolista	norueguês que atua como ponta. Atualmente, joga no Lille em Ligue 1.

## Carreira
Formado nas categorias de base do Vålerenga, Osame Sahraoui assinou o seu primeiro contrato oficial em maio de 2019.
Estreou pela equipe profissional em 21 de junho de 2020, contra o Stabæk Fotball.
Em 31 de janeiro de 2023, Sahraoui foi contratado pelo Heerenveen, em Eredivisie.
Em agosto de 2024, foi contratado pelo Lille, em França.
No dia 2 de outubro de 2024, Sahraoui jogou em uma vitória por 1–0 contra o Real Madrid na Liga dos Campeões.

## Seleção Nacional
Após ter defendido Noruega e Marrocos nas categorias de base, Osame Sahraoui estreou pela Seleção Norueguesa principal no dia 7 de setembro 2023, contra a Jordania.